# Kaja Korošec
Kaja Korošec (Slovenska Bistrica, 17 novembre 2001) è una calciatrice slovena, centrocampista del Paris FC e della nazionale slovena.

## Carriera

### Club
Korošec, unica femmina di quattro fratelli, cresce in una famiglia di sportivi che le trasmettono fin da piccola la passione per il calcio. Praticano questo sport a buon livello il padre e il fratello maggiore, così come il fratello gemello Alen, che ha giocato in patria per il Rogaška e per il club bulgaro del Botev Plovdiv. I suoi cugini, Tonček e Žiga Štern, giocano nella nazionale maschile di pallavolo della Slovenia.
Ha iniziato l'attività agonistica all'età di 5 anni, tesserandosi per il Bistrica, club della natia Slovenska Bistrica, facendo la trafila delle sue giovanili dalle squadre miste passando poi a quelle interamente femminili dalla squadra under 15 fino alla prima squadra che disputa la 2. SKLV nella stagione 2016-2017.
Nell'estate 2017 ottiene un contratto con l'allora Pomurje, pur mantenendo per quella stagione il doppio cartellino per giocare ancora per il Bistrica il campionato di 2. SKLV, iniziando tuttavi a fare le sue prime apparizioni con la maglia del nuovo club facendo il suo debutto in  1. SŽNL, livello di vertice del campionato sloveno di categoria, l'11 marzo 2018, messa in campo da titolare dal Mister Nuša Ladinek nella trasferta della 12ª giornata persa 1-0 con l'Olimpia Lubiana. Alla fine del campionato matura 4 presenze in campionato, alle quali si aggiungono le due in Coppa, dove va anche a rete per la prima volta il 25 aprile 2018 nella vittoria con l'Olimpia Lubiana, Coppa che è il suo primo trofeo vinto in carriera alla fine della stagione.
Già dalla successiva stagione Ladinek le concede piena fiducia e Korošec diventa una delle titolari inamovibili di centrocampo, 18 presenze con 6 reti siglate in un campionato dove la sua squadra torna alla vittoria dopo due anni concessi all'Olimpia Lubiana, bissando il successo anche in Coppa. Questo consente alla squadra di rappresentare nuovamente la Slovenia nella UEFA Women's Champions League e a Korošec di debuttare nel torneo internazionale per club nella stagione 2019-2020. In quell'occasione scende in campo in tutti i tre incontri del gruppo 3 di qualificazione ma la sua squadra, in grado di battere solo le georgiane del Nike Tbilisi, interrompe il suo percorso già alla prima fase. Quella stessa stagione, con il diffondersi della pandemia di COVID-19 nell'Europa intera, anche la Federcalcio slovena decide di interrompere senza poi riprendere il campionato nazionale femminile, così da non assegnare alcun titolo nella stagione 1. SŽNL 2019-2020.
Rimasta legata alla squadra per le successive due stagioni, alla ripresa delle attività calcistiche Korošec condivide con le compagne la conquista di altri due campionati consecutivi e la finale di Coppa 2020-2021 persa con l'Olimpia Lubiana, raggiungendo le 69 presenze, con 62 gol realizzati, in campionato. Sempre nella stagione 2020-2021 la sua squadra supera lo scoglio delle qualificazioni di Women's Champions League, con Korošec autrice di una tripletta nella vittoria per 4-1 sulle ungheresi del Ferencváros, con la sua squadra che ottiene fino ad allora il miglior risultato nel torneo UEFA pur venendo eliminata già ai sedicesimi di finale dalle danesi del Fortuna Hjørring.
Rimasta in rosa, dopo aver iniziato la stagione 2022-2023 la squadra si fonde prima della fine dell'anno con il DNŠ Mura, l'accademia del NŠ Mura, assumendo la nuova denominazione Mura. Con i nuovi colori Korošec e compagne ottengono il Double campionato-Coppa.
Nella pausa estiva di calciomercato 2023 coglie l'opportunità per disputare il suo primo campionato all'estero, firmando un contratto biennale con il Paris FC. A disposizione di Sandrine Soubeyrand per tutta la stagione 2023-2024, fa il suo debutto nell'allora Division 1 Féminine già alla 1ª giornata di campionato, scesa in campo da titolare nella vittoria esterna per 4-0 sul neoporomosso Lilla. In seguito Soubeyrand la impiegherà con costanza in tutti i tornei, maturando alla sua stagione francese d'esordio 18 presenze nella stagione regolare di campionato, dove segna la sua prima doppietta, sempre al Lilla, nel 3-2 casalingo di ritorno, più due nei play-off per il titolo, con la sua squadra che vince la finale per il 3º posto. Va a segno anche in Coppa di Francia, al Lilla, nella vittoria per 2-1 agli ottavi di finale, con la sua squadra che termina la corsa in semifinale, superata ai rigori dal Paris Saint-Germain, preludio del suo primo trofeo francese nella stagione successiva. l'ex nazionale francese la impiega inoltre in tutti i 10 incontri di Women's Champions League prima di essere eliminata dal torneo al termine della fase a gironi.

### Nazionale
Dopo aver suscitato l'interesse degli osservatori della Federcalcio slovena, Korošec inizia ad essere convocata per indossare la maglia della formazione under 17 dal 2017, chiamata dal tecnico federale Tina Kelberger in occasione della seconda fase di qualificazione all'Europeo di Repubblica Ceca 2017, dove scende in campo in tutti i tre incontri giocati dalla sua nazionale, siglando anche la sua prima rete fissando il risultato in occasione della vittoria per 2-1 sulla Svizzera, risultato che tuttavia non garantisce il passaggio del turno alla fase finale.
Le sue qualità vengono inoltre notate dal commissario tecnico della nazionale maggiore Damir Rob che decide di farla esordire, a 16 anni appena compiuti, il 24 novembre di quello stesso anno, dove scende in campo da titolare nell'incontro vinto 5-0 sulle Fær Øer e valido per le qualificazioni, nel gruppo 5 della zona UEFA, al Mondiale di Francia 2019.
Data la giovane età rimane in quota con la under 17, ora guidata da Petra Mikeln anche per le qualificazioni all'Europeo di Lituania 2018, dove scende in campo da titolare in tutti i tre incontri giocati dalla sua nazionale, siglando anche la rete del pareggio su rigore in occasione dell'1-1 con l'Italia dove recupera il vantaggio di Martina Tomaselli, ma dove la Slovenia, con una sola vittoria e due pareggi deve lasciare alle Azzurrine il passaggio del turno.
Successivamente, pur continuando a essere convocata anche in nazionale maggiore, disputa con la under 19 le qualificazioni all'Europeo di Scozia 2019 dove dopo aver contribuito con due reti, quello della vittoria di misura su Israele e quello che fissa a tempo scaduto su 14-0 il risultato sul Kazakistan, al passaggio del primo turno, fallisce per poco la storica qualificazione alla fase finale dopo il pareggio a reti inviolate con la Francia, che accede per una migliore differenza reti, non dopo aver siglato altri due gol negli altri due incontri  con Slovacchia (vittoria per 3-0) e Portogallo (vittoria per 3-1).

## Palmarès

### Club
- Campionato sloveno: 4

Pomurje Beltinci: 2018-2019, 2020-2021, 2021-2022
Mura: 2022-2023
- Coppa di Slovenia femminile: 3

Pomurje Beltinci: 2017-2018, 2018-2019
Mura: 2022-2023
- Coppa di Francia: 1

Paris FC: 2024-2025